# Marcel Visscher
Marcel Visscher (Kampen, 5 december 1977) is een Nederlands acteur, danser en zanger.
Visscher volgde zijn opleiding aan Fontysdansacademie te Tilburg met een specialisatie in musicaltheater. Daarnaast kreeg hij zanglessen van onder anderen Kees Taal en Alberto ter Doest en volgde hij acteerworkshops via Gosschalk - van den Ende trainingen. 

## Theater
Visscher begon zijn musicalcarrière in 1999 met een ensemblerol in de musical Oliver! van Joop van den Ende. Hier liep hij stage. Daarna volgden de volgende producties.

### Musicals
- 2000/2001 - Chicago - Aaron
- 2001/2003 - Saturday Night Fever - Joey en understudy voor de rol van Bobby C
- 2003/2004 - De 3 Musketiers de musical - Ensemble, understudy voor de rollen van Koning Lodewijk en Aramis
- 2004          - Musicals in Ahoy' "Musical Meets Movie" - Ensemble en cover van zangers Danny de Munk en Joost de Jong
- 2004/2005 - Love me just a little bit more - Jan-Willem
- 2005/2006 - Beauty and the Beast - Ensemble, alternate voor de rol van Gaston
- 2006/2007 - Cats - Abelkouw de Spoorwegkat
- 2008/2009 - Les Misérables - Ensemble, understudy Studentenleider Enjolras
- 2009/2010 - Hairspray - Corny Collins
- 2010/2011 - Petticoat - Maurice, Henk van der Meyden, understudy Rogier van Rooden
- 2011/2012 - Miss Saigon - Ensemble, understudy John
- 2012/2013 - Shrek - Koning Herald / Grote Boze Wolf
- 2014/2015 - Moeder, ik wil bij de Revue - Ensemble, understudy John Hogendoorn
- 2015/2016 - Beauty and the Beast - Ensemble, understudy Gaston en Tickens. Na vertrek Freek Bartels, werd hij de vaste Gaston tot het eind van de productie.
- 2016-2018 - De gelaarsde kat - De gelaarsde kat
- 2017-2018 - Elisabeth in Concert - Ensemble
- 2018-2020 - Caro - Meneer Tijd
- 2021-2022 - Titanic - Edgar Beane
- 2023-2024 - Pretty Woman - Ensemble, Senetor Adams, understudy Happy Man, understudy Stuckey
- 2024-2025 - Sister Act (musical) - Ensemble, cover Joey, cover Curtis, cover Harry, cover O'Hara
- 2025-2026 - The Wiz (musical) - Laffe Leeuw

### Als danser
- 1999 - de Efteling Sprookjesshow
- 1999 - Frans Bauer in Ahoy
- 2005 - Toppers in Concert 2005
- 2007 - Symphonica in Rosso
- 2013 - Cirque Stiletto 2

## Prijzen
- 2010 John Kraaijkamp Musical Award: Beste mannelijke bijrol in een grote musical - Corny Collins in Hairspray

## Privé
Visscher is getrouwd met Stanley Burleson.